# ジェレミー・ペーニャ
ジェレミー・ジョアン・ペーニャ（Jeremy Joan Peña, 1997年9月22日 - ）は、 ドミニカ共和国サントドミンゴ出身のプロ野球選手（遊撃手）。右投右打。MLBのヒューストン・アストロズ所属。
父親のジェロニモ・ペーニャもセントルイス・カージナルスなどに所属した元メジャーリーガー（内野手）である。

## 経歴

### プロ入り前
ドミニカ共和国生まれだが、9歳の時に一家でアメリカ合衆国ロードアイランド州プロビデンスへ移住している。
2015年のMLBドラフト39巡目（全体1170位）でアトランタ・ブレーブスから指名されたが、この時は契約せずにメイン大学へ進学した。

### プロ入りとアストロズ時代
2018年のMLBドラフト3巡目（全体102位）でヒューストン・アストロズから指名され、プロ入り。契約後、傘下のA-級トリシティ・バレーキャッツでプロデビュー。36試合に出場して打率.250、1本塁打、10打点、3盗塁を記録した。
2019年はA級クアッドシティーズ・リバーバンディッツとA+級ファイエットビル・ウッドペッカーズでプレーし、2球団合計で109試合に出場して打率.303、7本塁打、54打点、20盗塁を記録した。オフにはアリゾナ・フォールリーグに参加し、ピオリア・ハベリーナズに所属した。
2020年はCOVID-19の影響でマイナーリーグのシーズンが中止となり、公式戦への出場はなかった。
2021年は4月に左手首を負傷し、6月に手術を行ったため、8月下旬まで故障者リスト入りした。復帰後はAAA級シュガーランド・スキーターズで30試合に出場し、打率.287、10本塁打、19打点、5盗塁を記録した。オフの11月19日にルール・ファイブ・ドラフトでの流出を防ぐために40人枠入りした。
2022年は前年までの主軸であったカルロス・コレアがミネソタ・ツインズに移籍したこともあり、開幕ロースター入りした。4月8日のロサンゼルス・エンゼルス戦に先発出場してメジャーデビュー。この試合の7回表に、観戦に訪れていてインタビューを受けていた両親の目の前でMLB初本塁打を記録した。
オフの11月14日に全米野球記者協会（BBWAA）から3位票が2、計2ポイントで最優秀新人選手賞5位にランクインした。

## 詳細情報

### 年度別打撃成績
| 年 度    | 球 団    | 試 合 | 打 席 | 打 数 | 得 点 | 安 打 | 二 塁 打 | 三 塁 打 | 本 塁 打 | 塁 打 | 打 点 | 盗 塁 | 盗 塁 死 | 犠 打 | 犠 飛 | 四 球 | 敬 遠 | 死 球 | 三 振 | 併 殺 打 | 打 率 | 出 塁 率 | 長 打 率 | O P S |
| -------- | -------- | ----- | ----- | ----- | ----- | ----- | -------- | -------- | -------- | ----- | ----- | ----- | -------- | ----- | ----- | ----- | ----- | ----- | ----- | -------- | ----- | -------- | -------- | ----- |
| 2022     | HOU      | 136   | 558   | 521   | 72    | 132   | 20       | 2        | 22       | 222   | 63    | 11    | 2        | 1     | 5     | 22    | 0     | 6     | 135   | 5        | .253  | .289     | .426     | .715  |
| 2023     | HOU      | 150   | 634   | 577   | 81    | 152   | 32       | 3        | 10       | 220   | 52    | 13    | 9        | 1     | 1     | 43    | 1     | 9     | 129   | 11       | .263  | .324     | .381     | .705  |
| 2024     | HOU      | 157   | 650   | 602   | 78    | 160   | 28       | 2        | 15       | 237   | 70    | 20    | 6        | 3     | 6     | 25    | 1     | 14    | 111   | 15       | .266  | .308     | .394     | .702  |
| MLB：3年 | MLB：3年 | 443   | 1842  | 1700  | 231   | 444   | 80       | 7        | 47       | 679   | 185   | 44    | 17       | 5     | 12    | 90    | 2     | 29    | 375   | 31       | .261  | .307     | .399     | .706  |

- 2024年度シーズン終了時

### WBCでの打撃成績
| 年 度 | 代 表          | 試 合 | 打 席 | 打 数 | 得 点 | 安 打 | 二 塁 打 | 三 塁 打 | 本 塁 打 | 塁 打 | 打 点 | 盗 塁 | 盗 塁 死 | 犠 打 | 犠 飛 | 四 球 | 敬 遠 | 死 球 | 三 振 | 併 殺 打 | 打 率 | 出 塁 率 | 長 打 率 |
| ----- | -------------- | ----- | ----- | ----- | ----- | ----- | -------- | -------- | -------- | ----- | ----- | ----- | -------- | ----- | ----- | ----- | ----- | ----- | ----- | -------- | ----- | -------- | -------- |
| 2023  | ドミニカ共和国 | 2     | 8     | 6     | 1     | 1     | 1        | 0        | 0        | 2     | 0     | 0     | 0        | 0     | 0     | 2     | 0     | 0     | 3     | 0        | .167  | .375     | .333     |

### 年度別守備成績
| 年 度 | 球 団 | 遊撃（SS） | 遊撃（SS） | 遊撃（SS） | 遊撃（SS） | 遊撃（SS） | 遊撃（SS） |
| 年 度 | 球 団 | 試 合      | 刺 殺      | 補 殺      | 失 策      | 併 殺      | 守 備 率   |
| ----- | ----- | ---------- | ---------- | ---------- | ---------- | ---------- | ---------- |
| 2022  | HOU   | 134        | 146        | 347        | 19         | 64         | .963       |
| 2023  | HOU   | 150        | 200        | 362        | 14         | 89         | .976       |
| 2024  | HOU   | 157        | 221        | 380        | 19         | 86         | .969       |
| MLB   | MLB   | 441        | 567        | 1089       | 52         | 239        | .970       |

- 2024年度シーズン終了時
- 各年度の太字はリーグ最高
- 各年度の太字年はゴールドグラブ賞受賞

### 表彰
- ゴールドグラブ賞（遊撃手部門）：1回（2022年）
- リーグチャンピオンシップシリーズMVP：1回（2022年）
- ワールドシリーズMVP：1回（2022年）
- ベーブ・ルース賞：1回（2022年）

### 背番号
- 3（2022年 - ）

### 代表歴
- 2023 ワールド・ベースボール・クラシック・ドミニカ共和国代表